# 吉村浩一
吉村 浩一（よしむら　ひろかず、1951年7月29日-　）は、認知心理学者、法政大学教授。
大阪市生まれ。1975年京都大学教育学部教育心理学専攻卒、80年同大学院博士課程満期退学。1989年「左右反転視の世界 知覚順応過程の実証的研究」で教育学博士。1980年京都大学教養部心理学教室助手、1983年金沢大学文学部専任講師、86年助教授、2000年明星大学人文学部教授、2003年法政大学文学部教授。知覚・認知心理学専攻。

## 著書
- 『3つの逆さめがね 変換された見えの世界への冒険』ナカニシヤ出版 1994
- 『心のことば 心理学の言語・会話データ』培風館 1998
- 『図的に心理学 視聴覚教育への視座』ナカニシヤ出版 1999
- 『知覚は問題解決過程 アーヴィン・ロックの認知心理学』ナカニシヤ出版 2001
- 『逆さめがねの左右学』ナカニシヤ出版 2002
- 『鏡の中の左利き 鏡像反転の謎』ナカニシヤ出版 2004
- 『運動現象のタキソノミー(分類学)  心理学は"動き"をどう捉えてきたか』ナカニシヤ出版 2006

### 共著
- 『BASIC入門』山上暁共著 ナカニシヤ出版 心理学ラボラトリ・コンピュータシリーズ 1983
- 『心理学と出会う』吉村順子共著 ナカニシヤ出版 1995
- 『特殊事例がひらく心の世界』吉村順子共著 ナカニシヤ出版 1996
- 『逆さめがねが街をゆく 上下逆さの不思議生活』川辺千恵美共著 ナカニシヤ出版 1999

## 論文
- Ｃｉｎｉｉ

## 注
1. ↑  『現代日本人名録』2002年